# Чоко-Мару (842)
Чоко-Мару (842) — транспортне судно, яке під час Другої світової війни брало участь у операціях японських збройних сил на Тихому океані.
Судно спорудили в 1940 році для компанії Hayashikane Shoten.
30 березня 1942-го «Чоко-Мару» перебувало в Яванському морі менш ніж за сотню кілометрів на південний захід від порту Макассар (південно-західний півострів острова Сулавесі), де було перехоплене та потоплене американським підводним човном USS Sturgeon.